# قطعنامه ۱۳۸۶ شورای امنیت
قطعنامه ۱۳۸۶ شورای امنیت سازمان ملل متحد که در تاریخ ۲۰ دسامبر ۲۰۰۱ (۲۹ آذر ۱۳۸۰) تصویب شد، سندی بین‌المللی دربارهٔ اوضاع در افغانستان است. این قطعنامه طی نشست ۴۴۴۳ام با ۱۵ رای موافق، ۰ مخالف و ۰ ممتنع تصویب شد.